# Павленко, Сергей Олегович
Павленко Сергей Олегович — исследователь Гетманщины, был главным редактором научного журнала «Северская летопись» (Чернигов). Сейчас — шеф-редактор. Заслуженный журналист Украины (1994).

## Биография
Родился 11 сентября 1955 года. Родился в Луцке, но вырос в Дягове Менского района Черниговской области. В 1973—1978 годах учился на спецкурсе литкритика украинского отделения филфака КГУ им. Т.Шевченко по специальности филолог, преподаватель украинского языка и литературы. Также заочно окончил в 1991 году Киевский институт политологии и социального управления получил специальность политолога, преподавателя социально — политических дисциплин в высших и средних учебных заведениях. Некоторое время работал на разных должностях в газетах Чернобыля (Киевская область), Катеринополя (Черкасская область) и Бобровице (Черниговская область).
В 1987—1991 годах был главным редактором черниговской областной молодёжной газеты «Комсомольская закалка». С 1991 года работает в газете Верховной Рады «Голос Украины». В 1994 году возглавил редакцию журнала "Сіверянський літопис" ( «Летопись сиверян», сайт:https://web.archive.org/web/20110629054117/http://www.siver-litopis.cn.ua/ ), который издается в Чернигове. Журнал опубликовал почти 300 гетманских универсалов, большой комплекс документов казачества, а также более тысячи исследований, исследований по истории, философии, филологии Украины. Сейчас журнал выписывают ведущие библиотеки мира. За 20 лет вышло 150 номеров журнала.
В творчестве Сергея Павленко есть книги-исследования «Гибель Батурина 2 ноября 1708» (Чернигов, 1994; Киев, 2007), «Князь Михаил Черниговский и его вызов Орде» (Чернигов, 1996), «Миф о Мазепе» (Чернигов, «Сиверська думка», 1998), «Иван Мазепа» (Киев, «Альтернативы», 2003), «Окружение гетмана Мазепы : соратники и сторонники» (Киев, «КМ Академия», 2004), «Иван Мазепа как зодчий украинской культуры» (Киев, «КМ Академия», 2005), «Любовь гетмана Мазепы» (Чернигов, «Русь», 2009). «Восстание мазепинцев : мифы и реалии» (Чернигов, «Русь», 2009), «Оппозиция на Черниговщине: 1944—1990 гг» (1995), учебное пособие для средней школы «Украина сквозь века» (Киев, 2000, в соавторстве) и другие:
Мікротопоніми Чернігово-Сіверщини. — Чернігів: Десна, 2013. — 600 с. — ISBN 978-966-502-543-6
Військо Карла XII на півночі України. - К.: Видавничий дім «Києво-Могилянська академія», 2017. - 512 с. ISBN 978-966-518-724-0
Іван Мазепа. Прижиттєві зображення гетьмана та його наближених. - К.: Мистецтво, 2018. - 208 с. ISBN 978-966-577-262-0
Батуринська фортеця. К.: Мистецтво, 2019. – 192 с. ISBN 978-966-577-270-5
Україна доби Івана Мазепи. 1708–1709 роки в документальних джерелах / Упорядник С. Павленко. Київ: Мистецтво, 2019. 496 с.ISBN 978-966-577-273-6
Іван Мазепа. Догетьманський період. Київ : Мистецтво, 2020. 263 с. : іл.  ISBN 978-966-577-289-7
Мазепина Атлантида. Творча спадщина доби 1687–1709 рр. / Упоряд. Сергій Павленко. Київ : Мистецтво, 2021. 503 с.: іл. ISBN 978-966-577-302-3
Напечатал серию исторических очерков о казацких полковниках, старшин времен Мазепы. Составил два тома «Эпоха гетмана Ивана Мазепы в документах» (Киев, «КМ Академия», 2007), «Военные кампании времени гетмана Ивана Мазепы» в документах" (Киев, «КМ Академия», 2009). Статьи исследователя опубликованы, кроме редактируемого им журнала, во многих отечественных научных сборниках и журналах, а также в изданиях Аргентины, Канады и Великобритании.
Заслуженный журналист Украины (с 1994), лауреат премий им. Б. Гринченко (1994), международной им. Мазепы (1999), им. Коцюбинского (2000), международной журналистской им. Стуса (2003) и других. Член Национального союза журналистов Украины с 1982 года.
Отличие Президента Украины — Крест Ивана Мазепы (23 февраля 2010).